# Ato de Supremacia
Os Atos de Supremacia (em inglês: Act of Supremacy)  são dois atos aprovados pelo Parlamento da Inglaterra no século XVI, que estabeleceram os monarcas ingleses como chefes da Igreja da Inglaterra. A Lei de 1534 declarou o rei Henrique VIII e seus sucessores como o chefe supremo da Igreja, substituindo o papa. A lei foi revogada durante o reinado da católica rainha Maria I. A Lei de 1558 declarou a rainha Elizabeth I e seus sucessores o Supremo Governador da Igreja, um título que o monarca britânico ainda detém.

## Primeiro Ato de Supremacia de 1534
O Ato de Supremacia de novembro de 1534 (26 Hen. 8, c. 1) foi um ato do Parlamento da Inglaterra ao rei Henrique VIII que declara que ele é "o único chefe supremo na Terra da Igreja na Inglaterra" e que a Coroa inglesa pode usar "todas as honras, dignidades, proeminências, jurisdições, privilégios, autoridades, imunidades, lucros, e comodidades para a referida dignidade". Pela letra da lei, ficou claro que o Parlamento não garantia o título ao Rei, o que sugere que eles tinham o direito de retirá-lo mais tarde, mas afirmava que era um dado adquirido. Henrique foi declarado rei da Inglaterra e  "Defensor da Fé" (Fidei Defensor) em 1521 pelo Papa Leão X pelo seu panfleto acusando Martinho Lutero de heresia. O Parlamento ainda conferiu este título a Henrique, em 1544. O Ato de 1534 foi tornado oficial para a Reforma Inglesa que tinha sido preparada desde 1527. O principal objetivo deste ato era que Henrique pudesse obter a anulação do seu casamento com Catarina de Aragão, uma vez que Catarina não poderia dar-lhe um filho para sucessão do trono, Henrique começa um romance com Ana Bolena; porém, o Papa Clemente VII recusou conceder a anulação. O Ato de Traição foi emitido mais tarde dizendo que desaprovar o Ato de Supremacia e privar o rei da sua "dignidade, título ou nome" era considerado traição.
Por se recusarem a se submeter a este ato, o humanista Thomas More, o bispo John Fisher e vários religiosos da Ordem dos Cartuxos foram condenados à morte por Henrique VIII.
Este ato foi revogado em 1554 pela filha mais velha do rei Henrique, a Rainha Maria I.

## Segundo Ato de Supremacia de 1559
O Ato de Supremacia de Henrique foi revogado no reinado da sua filha católica, Maria I. Igualmente sem surpresa, foi reintegrado pelos protestantes da sua meia-irmã, Isabel I, quando ela subiu ao trono. Isabel declarou-se Governadora Suprema da Igreja da Inglaterra, e instituiu um Juramento de Supremacia, que exigia que qualquer pessoa ou igreja, jurasse fidelidade ao monarca como Chefe da Igreja e do Estado, em gabinete público. Qualquer pessoa ou entidade que se recursasse a tomar o juramento poderia ser acusado de traição. A utilização do termo Governador Supremo, em vez de Chefe Supremo, pacificou os católicos e os protestantes preocupados com uma líder feminina da Igreja da Inglaterra. Isabel, que foi uma política, não perseguiu os leigos não-conformistas, ou seja, aqueles que não seguiam as regras estabelecidas da Igreja da Inglaterra, se as suas ações não prejudicassem diretamente a autoridade do monarca inglês, como foi o caso da polémica das vestimentas.
A consolidação da Igreja e do Estado ao abrigo da Real Supremacia, tal como estabelecido pelos Tudors, instigou lutas políticas e religiosas nos séculos seguintes. Esta contenda, juntamente com outras lutas na Europa, é uma razão, para a separação constitucional da Igreja e do Estado em muitos países neste momento. No Reino Unido, no entanto, a Coroa, através do Governo, ainda conserva uma participação significativa na estabelecida Igreja da Inglaterra.